# ویبریا (داکوتای جنوبی)
ویبریا(به انگلیسی: Viborg) شهری در ایالت داکوتای جنوبی کشور ایالات متحده آمریکا است که جمعیت آن در سرشماری سال ۲۰۱۰ میلادی، ۷۸۲ نفر بوده‌است.